# Провінція Вакаса
Провінція Вакаса (яп. 若狭国 — вакаса но куні, «країна Вакаса»; 若州 — дзякусю, «провінція Вакаса») — історична провінція Японії у регіоні Тюбу підрегіону Хокуріку. Відповідає південно-західній частині сучасної префектури Фукуй. Є частиною району Рейнан (嶺南).

## Короткі відомості
Провінція Вакаса була утворена у 7 столітті. Її адміністрація розташовувалася у сучасному місті Обама.
У період Камакура провінція належала родині Ходзьо. Згодом, у 14-16 століттях Вакасою володіли роди Хосокава, Ісікі та Такеда. З 17 по 19 століття вона була під контролем роду Сакаї, васалів-гвардійців сьоґунів Токуґава.
У 1871 році, у результаті адміністративної реформи уряду, провінція Вакаса була включена до префектури Фукуй, що була створена провінції Етідзен.

## Повіти
- Міката 三方郡
- Оі 大飯郡
- Оню 遠敷郡